# Alcalá (Guía de Isora)
Alcalá es una de las entidades de población que conforman el municipio de Guía de Isora, en la provincia de Santa Cruz de Tenerife —Canarias, España—.

## Geografía
Situado en una pequeña cala costera a unos doce kilómetros del casco municipal. Posee una superficie de 13,138 km² y una altitud media de 157 m s. n. m., aunque el casco urbano se halla a unos 20 m s. n. m.

## Demografía
| Año        | 2000  | 2005  | 2010  | 2015  | 2020  |
| ---------- | ----- | ----- | ----- | ----- | ----- |
| Habitantes | 3 222 | 3 863 | 4 356 | 4 379 | 4 718 |

## Economía
Aunque su origen se relaciona con la pesca, la entidad permaneció estancada hasta que la agricultura de exportación demandó mano de obra. Pasó entonces de ser una localidad de pescadores a un pueblo agrario de obreros a aparceros, ante la expansión de los cultivos tomateros y plataneras. La pesca tiene una menor importancia actualmente, aunque es uno de los mayores núcleos pesqueros del sector meridional de Tenerife.

## Fiestas
El barrio celebra dos fiestas en honor a su patrona la Virgen de Candelaria el día 2 de febrero y el 15 de agosto. Las fiestas del 15 de agosto son las patronales. Por la mañana, después de la misa, a la patrona se le hace una procesión por las calles del pueblo y por mar. A su llegada al muelle le hacen grandes ofrendas de flores y suelta de palomas, luego se realiza la procesión marítima visitando a los pueblos vecinos de Playa de San Juan, Fonsalía y Puerto de Santiago. Por la noche, la imagen sale de procesión hacia el muelle pesquero donde se celebra la eucaristía con actos populares y ofrendas, al terminar, se traslada a calle La Muralla, donde se realiza a las 0:00 a. m.; la exhibición de fuegos artificiales en la bahía conocido como Las Bajas (Formación volcánica). Al día siguiente, 16 de agosto, la Virgen vuelve a salir de procesión, visitando los barrios del pueblo hasta de vuelta al templo.
Don Martín Hernández Torres: El hombre que trajo la luz a los cielos de Alcalá
En la historia de las fiestas de Alcalá, hay nombres que merecen ser recordados con gratitud y orgullo. Uno de ellos es, sin duda, don Martín Hernández Torres, figura clave en la transformación del espectáculo de fuegos artificiales que hoy maravilla a miles de vecinos y visitantes.
Fue don Martín quien, con visión, empeño y amor por su pueblo, trajo por primera vez a los prestigiosos Hermanos Toste, maestros pirotécnicos de Los Realejos, para elevar el nivel del espectáculo pirotécnico en Alcalá. Su iniciativa no solo marcó un hito en la calidad de los fuegos, sino que también sembró la semilla de lo que hoy es considerado uno de los espectáculos más impresionantes del sur de Tenerife.
Gracias a su gestión, el cielo de Alcalá comenzó a brillar con más fuerza, color y emoción. La llegada de los Toste supuso una revolución en el montaje de los fuegos: más duración, más innovación, más sincronía… y más orgullo local.
Hoy, casi un siglo después del inicio de esta tradición, es justo reconocer que sin la aportación de don Martín Hernández Torres, los fuegos de Alcalá no serían lo que son.
A él, nuestro eterno agradecimiento.
En Semana Santa sale en procesión la Virgen de los Dolores y el Cristo crucificado.

## Comunicaciones

### Transporte público
En autobús —guagua— queda conectada mediante la siguiente línea de TITSA: 
| Línea | Trayecto                                                                | Recorrido     |
| ----- | ----------------------------------------------------------------------- | ------------- |
| 473   | Los Cristianos - Costa Adeje (estación) - Callao Salvaje - Los Gigantes | Horario/Línea |
| 477   | Costa Adeje (estación) - Los Gigantes (directo)                         | Horario/Línea |
| 493   | Guía de Isora - Los Gigantes (por TF-463)                               | Horario/Línea |
| 494   | Guía de Isora (C/ del Campo) - Los Gigantes (por Piedra Hincada)        | Horario/Línea |